# Borey
Borey település Franciaországban, Haute-Saône megyében. Lakosainak száma 220 fő (2022. január 1.). Borey Montjustin-et-Velotte, Autrey-lès-Cerre, Cerre-lès-Noroy, Esprels, Marast, Moimay, Oppenans és Vallerois-le-Bois községekkel határos.

## Népesség
A település népességének változása:
| Lakosok száma | 236  | 237  | 238  | 230  | 226  | 221  | 220  | 221  | 220  |
|               | 2013 | 2015 | 2016 | 2017 | 2018 | 2019 | 2020 | 2021 | 2022 |